# Josie and the Pussycats
Josie and the Pussycats är en amerikansk komedifilm från 2001, regisserad av Harry Elfont och Deborah Kaplan, vilka även skrivit filmens manus. 

## Rollista (urval)
- Rachael Leigh Cook - Josie McCoy
- Tara Reid - Melody Valentine
- Rosario Dawson - Valerie Brown
- Alan Cumming - Wyatt Frame
- Parker Posey - Fiona
- Gabriel Mann - Alan M.
- Paulo Costanzo - Alexander Cabot
- Missi Pyle - Alexandra Cabot
- Tom Butler - Kelly, agent
- Alexander Martin - Les (medlem i bandet Du Jour)